# تور دیفانس ۲۰۰۰
تور دیفانس ۲۰۰۰ (انگلیسی: Tour Défense 2000) ساختمان مسکونی ۴۷ طبقه مستقر در لا دفانس، فرانسه است، که در سال ۱۹۷۴ احداث گردید.